# سامی دراس
سامی دراس (انگلیسی: Samy Derras؛ زادهٔ ۷ ژوئن ۱۹۸۸) بازیکن فوتبال اهل الجزایر است.
از باشگاه‌هایی که در آن بازی کرده‌است می‌توان به باشگاه فوتبال اسپارتاک ترناوا و باشگاه فوتبال روبور سیه‌نا اشاره کرد.
وی همچنین در تیم ملی فوتبال زیر ۲۳ سال الجزایر بازی کرده‌است.